# Pitcairnia loki-schmidtii
Pitcairnia loki-schmidtii là một loài thực vật có hoa trong họ Bromeliaceae. Loài này được Rauh & Barthlott miêu tả khoa học đầu tiên năm 1987.